# Кулик, Юрий Иванович
Ю́рий Ива́нович Кули́к (2 июня 1937 — 17 октября 1988) — советский украинский хоровой дирижёр, заслуженный деятель искусств УССР, дирижёр хора украинской песни Харьковской филармонии, профессор Харьковского института искусств, заведующий кафедрой хорового дирижирования, проректор. Председатель Харьковского отделения Музыкального общества УССР.

## Биография
Образование получил в Московском хоровом училище. Ещё во время обучения делает хоровые обработки украинских народных песен и отечественных композиторов: "Летела кукушка", "Звезда моя вечерняя", "Щедрый вечер", "Заплывай же, роженькая веселая".
После окончания хорового училища поступает в Харьковскую государственную консерваторию в класс профессора Зиновия Давидовича Заграничного. На третьем году обучение становится дирижёром студенческого хорового коллектива консерватории.
С 1965 по 1997 — главный дирижёр и художественный руководитель хора студентов Харьковской государственной консерватории. Тогда в Харькове впервые исполняются масштабные хоровые произведения:
- кантата А. Ахиняна «Саят-Нова» для солиста, хора и оркестра,
- кантата «Gallia» Ш. Гуно для смешанного хора, солиста и органа,
- оратория А. Флярковского «И мир смотрит на нас»,
- кантата «Человек» М. Скорика на стихи Э. Межелайтиса .
- После открытия в Харькове Дома органной и камерной музыки возобновляет программу тематических концертов хоровой музыки. Здесь впервые звучат хоровые циклы С. Танеева , К. Стеценко , Б. Лятошинского, произведения харьковских композиторов И. Ковача, А. Гайденко, Н. Стецюна, В. Дробязгиной , Т. Кравцова, Г. Цицалюка.

Совершал записи хоровой музыки на городском и республиканском радио.
Одновременно с исполнением обязанностей главы Харьковского областного хорового общества организует гастроли хора студентов консерватории и самодеятельного камерного хора по городам тогдашнего СССР.
Аранжирует романсы. которые вошли в сборник «Поёт академический хор»: «Благословляю вас, леса» П. Чайковского, «Для берегов отчизны дальной» А. Бородина, «Романс Женьки» К. Молчанова, «Ариозо матери» А. Новикова из кантаты «Нам нужен мир».
При его поддержке создаются:
- камерный хор музыкального общества Слобожанщины — художественный руководитель профессор В. Палкин,
- народный хор «Узор» завода ХТЗ — художественный руководитель — заслуженный работник культуры Иван Бидак,
- народный хор «Серпанок» завода ХЭМЗ — художественный руководитель — Владимир Чичкань.
- Несколько десятилетий руководил хором учителей Харьковского областного Дома учителя.

Среди его учеников: заслуженный деятель искусств Украины В. Ирха, заслуженный артист Украины Е. Кузьма, заслуженный работник культуры Украины Вячеслав Апарин, заслуженный работник культуры Украины В. Чурилов.

## Память
21 октября 2021 года в Харьковском национальном университете искусств имени И. П. Котляревского состоялось знаменательное и долгожданное событие — открытие мемориальной доски известному дирижёру-хормейстеру, аранжировщику, заслуженному деятелю искусств Украины Юрию Ивановичу Кулику (1937—1989).